# Ministr školství Čínské lidové republiky
Ministr školství Čínské lidové republiky (čínsky v českém přepisu čung-chua žen-min kung-che-kuo ťiao-jü-pu pu-čang, pchin-jinem zhōnghuá rénmín gònghéguó jiàoyùbù bùzhǎng, znaky zjednodušené 中华人民共和国教育部部长, tradiční 中華人民共和國教育部部長) je člen Státní rady Čínské lidové republiky, čínské vlády, který stojí v čele Ministerstva školství Čínské lidové republiky.
Od 20. srpna 2021 funkci ministra školství ve druhé Li Kche-čchiangově vládě zastává Chuaj Ťin-pcheng.

## Jmenovací proces
Podle Ústavy Čínské lidové republiky je ministr nominován premiérem a následně schválen Všečínským shromážděním lidových zástupců, nebo jeho stálým výborem. Do funkce je poté jmenován prezidentem Čínské lidové republiky.

## Seznam ministrů
| #                                                              | Portrét                                                        | Jméno                                                          | Narození a úmrtí                                               | Funkční období                                                 | Funkční období                                                 | Funkční období                                                 | Vláda                                                          |
| #                                                              | Portrét                                                        | Jméno                                                          | Narození a úmrtí                                               | Nástup do úřadu                                                | Opuštění úřadu                                                 | Dny v úřadu                                                    | Vláda                                                          |
| Ministr školství Ústřední lidové vlády Čínské lidové republiky | Ministr školství Ústřední lidové vlády Čínské lidové republiky | Ministr školství Ústřední lidové vlády Čínské lidové republiky | Ministr školství Ústřední lidové vlády Čínské lidové republiky | Ministr školství Ústřední lidové vlády Čínské lidové republiky | Ministr školství Ústřední lidové vlády Čínské lidové republiky | Ministr školství Ústřední lidové vlády Čínské lidové republiky | Ministr školství Ústřední lidové vlády Čínské lidové republiky |
| -------------------------------------------------------------- | -------------------------------------------------------------- | -------------------------------------------------------------- | -------------------------------------------------------------- | -------------------------------------------------------------- | -------------------------------------------------------------- | -------------------------------------------------------------- | -------------------------------------------------------------- |
| 1.                                                             |                                                                | Ma Sü-lun 马叙伦                                               | 1885–1970                                                      | 19. října 1949                                                 | 15. listopadu 1952                                             | 3 roky a 27 dní                                                | Čou En-laj I                                                   |
| 2.                                                             |                                                                | Čang Si-žuo 张奚若                                             | 1889–1973                                                      | 15. listopadu 1952                                             | 28. září 1954                                                  | 1 rok a 317 dní                                                | Čou En-laj I                                                   |
| Ministr školství Čínské lidové republiky                       |                                                                |                                                                |                                                                |                                                                |                                                                |                                                                |                                                                |
| 1.                                                             |                                                                | Čang Si-žuo 张奚若                                             | 1889–1973                                                      | 28. září 1954                                                  | 11. února 1958                                                 | 3 roky a 136 dní                                               | Čou En-laj II                                                  |
| 2.                                                             |                                                                | Jang Siou-feng 杨秀峰                                          | 1897–1983                                                      | 11. února 1958                                                 | 22. července 1964                                              | 6 let a 162 dní                                                | Čou En-laj II Čou En-laj III                                   |
| 3.                                                             | -                                                              | Che Wej 何伟                                                   | 1910–1973                                                      | 22. července 1964                                              | červen 1966                                                    | 1 rok a 313 dní                                                | Čou En-laj III Čou En-laj IV                                   |
| Během Kulturní revoluce funkce neobsazena                      |                                                                |                                                                |                                                                |                                                                |                                                                |                                                                |                                                                |
| 4.                                                             | -                                                              | Čou Žung-sin 周荣鑫                                            | 1917–1976                                                      | 17. ledna 1975                                                 | 13. dubna 1976                                                 | 1 rok a 87 dní                                                 | Čou En-laj V                                                   |
| 5.                                                             | -                                                              | Liou Si-jao 刘西尧                                             | 1916–2013                                                      | Leden 1977                                                     | 23. února 1979                                                 | 2 roky a 54 dní                                                | Čou En-laj V Chua Kuo-feng                                     |
| 6.                                                             | -                                                              | Ťiang Nan-siang 蒋南翔                                         | 1913–1988                                                      | 23. února 1979                                                 | 4. května 1982                                                 | 3 roky a 70 dní                                                | Chua Kuo-feng                                                  |
| 7.                                                             | -                                                              | Che Tung-čchang 何东昌                                         | 1923–2014                                                      | 4. května 1982                                                 | 18. června 1985                                                | 3 roky a 45 dní                                                | Chua Kuo-feng Čao C’-jang                                      |
| Ředitel Státní komise pro vzdělávání                           |                                                                |                                                                |                                                                |                                                                |                                                                |                                                                |                                                                |
| 1.                                                             |                                                                | Li Pcheng 李鹏                                                 | 1928–2019                                                      | 18. června 1985                                                | 12. dubna 1988                                                 | 2 roky a 269 dní                                               | Čao C’-jang                                                    |
| 2.                                                             | -                                                              | Li Tchie-jing 李铁映                                           | * 1936                                                         | 12. dubna 1988                                                 | 29. března 1993                                                | 4 roky a 351 dní                                               | Li Pcheng I Li Pcheng II                                       |
| 3.                                                             | -                                                              | Ču Kchaj-süan 朱开轩                                           | 1932–2016                                                      | 29. března 1993                                                | 18. března 1998                                                | 4 roky a 354 dní                                               | Li Pcheng II                                                   |
| Ministr školství Čínské lidové republiky                       |                                                                |                                                                |                                                                |                                                                |                                                                |                                                                |                                                                |
| 8.                                                             |                                                                | Čchen Č’-li 陈至立                                             | * 1942                                                         | 18. března 1998                                                | 17. března 2003                                                | 4 roky a 364 dní                                               | Ču Žung-ťi                                                     |
| 9.                                                             | -                                                              | Čou Ťi 周济                                                    | * 1946                                                         | 17. března 2003                                                | 31. října 2009                                                 | 6 let a 228 dní                                                | Wen Ťia-pao I Wen Ťia-pao II                                   |
| 10.                                                            |                                                                | Jüan Kuej-žen 袁贵仁                                           | * 1950                                                         | 31. října 2009                                                 | 2. července 2016                                               | 6 let a 245 dní                                                | Wen Ťia-pao II Li Kche-čchiang I                               |
| 11.                                                            |                                                                | Čchen Pao-šeng 陈宝生                                          | * 1956                                                         | 2. července 2016                                               | 20. srpna 2021                                                 | 5 let a 49 dní                                                 | Li Kche-čchiang I Li Kche-čchiang II                           |
| 12.                                                            | -                                                              | Chuaj Ťin-pcheng 怀进鹏                                        | *1962                                                          | 20. srpna 2021                                                 | úřadující                                                      | 3 roky a 193 dní                                               | Li Kche-čchiang II                                             |